# توماس جاي أوبراين
توماس جاي أوبراين (بالإنجليزية: Thomas J. O'Brien) هو دبلوماسي أمريكي، ولد في 3 يوليو 1842 في جاكسون في الولايات المتحدة، وتوفي في 19 مايو 1933.